# Янішув (Красницький повіт)
Янішув (пол. Janiszów) — село в Польщі, у гміні Аннополь Красницького повіту Люблінського воєводства.
Населення — 492 особи (2011).
У 1975-1998 роках село належало до Тарнобжезького воєводства.

## Демографія
Демографічна структура станом на 31 березня 2011 року:
|          | Загалом | Допрацездатний вік | Працездатний вік | Постпрацездатний вік |
| -------- | ------- | ------------------ | ---------------- | -------------------- |
| Чоловіки | 244     | 41                 | 168              | 35                   |
| Жінки    | 248     | 54                 | 110              | 84                   |
| Разом    | 492     | 95                 | 278              | 119                  |